# زاكاري كول سميث
زاكاري كول سميث (بالإنجليزية: Zachary Cole Smith)‏ هو عارض ومغني وعازف قيثارة أمريكي، ولد في 7 نوفمبر 1984 في نيويورك في الولايات المتحدة.

## وصلات خارجية
- زاكاري كول سميث على موقع IMDb (الإنجليزية)